# (21738) Schwank
(21738) Schwank (1999 RB153) – planetoida z pasa głównego asteroid okrążająca Słońce w ciągu 3,54 lat w średniej odległości 2,32 j.a. Odkryta 9 września 1999 roku.